# Шеремет Михайло Сергійович
Михайло Сергійович Шеремет (27 червня 1925, с. Варварівка — 2010, м. Кривий Ріг) — український фольклорист, краєзнавець Придніпров'я, журналіст, редактор, самобутній літератор.

## Біографія
Походить з родини з козацьким корінням. Батьки — Шеремети Сергій Федорович і Мотря. Інформація про його далекого пращура — Євстафій Шеремет зустрічається в архівних документах державного поселення Варварівки у 1798 році.
Під час німецько-радянської війни фронтовими стежками пройшов від Бобринця до болгарського Совопола, що на кордоні з Туреччиною.
Закінчив Львівську юридичну школу та історичний факультет Кримського університету.
Працював бурильником, обліковцем, агентом уповмінзагу, більше 50-ти років журналістом. Починав з Галичини, де залишився після війни, згодом у Кривому Розі.
Дружина — Аза Миколаївна.
Над усе захоплювався спілкуванням з цікавими людьми, краєзнавством і рідною природою. По селах та містах Придніпров'я зібрав близько п'ятисот маловідомих легенд, оповідок та переказів. Став своєрідним літописцем рідного села Варварівка.
Як фольклорист Михайло Сергійович уміло використовує все мовне багатство степового краю, водночас він повертає вже забуті назви багатьох народних звичаїв, ремесел, предметів селянського побуту, наводить терміни, що використовувались у старі часи. Він продовжив те, що колись започаткувалось Дмитром Яворницьким, Яковом Новицьким та ще багатьма відомими і безіменними ентузіастами.
Згодом у 2006 та 2009 роках вийшли з друку його книги — «Осінні Мотиви» та двотомник «Я родом з Варварівки».